# Carl Joakim Brandt
Carl Joakim Brandt (15. august 1817 i Nyborg – 27. december 1889 på Frederiksberg) var en dansk præst og forfatter. Hans forældre var købmand og russisk vicekonsul Rasmus Peter Brandt og Louise Esther (født Boesen). 
Efter at have tilbragt flere år hos sin morfar, provsten J.F. Boesen, begyndte han på Nyborg Skole, hvorfra han blev dimitteret i 1835. På vej over Storebælt mødte han Ludvig Nicolaus Helveg, og med ham sluttede han et venskab, der satte frugt i et langt og betydningsfuldt samarbejde. Joakim Brandt valgte det teologiske studium, og som student var han i nogle år huslærer. I 1841 blev han teologisk kandidat. 
To år senere blev han lærer ved Vajsenhuset. Denne stilling havde han i 10 år. I 1845 ægtede han Dorothea Louise Elisabeth Henningsen, som var datter af en urtekræmmer. Samme år den 5. oktober begyndte han sammen med sin svoger R.T. Fenger udgivelsen af ugebladet Dansk Kirketidende, som han senere, med undtagelse af præstetiden på landet, udgav dels ene, og dels sammen med andre (foruden L.N. Helveg, O.J. Sadolin og Fredrik Nielsen).
I kandidatårene arbejdede han desuden med kirke- og litteraturhistoriske studier, og i 1851 foretog han med offentlig understøttelse en rejse til Stockholm og Uppsala for at benytte de derværende gamle, danske håndskrifter. I 1848 var han medstifter af selskabet for Danmarks kirkehistorie, af hvis bestyrelse han i mange år var medlem, og i 1853 deltog han i stiftelsen af den danske forening.
I 1856 blev han forstander for Grundtvigs Højskole i Marienlyst. I 1860 blev han udnævnt til sognepræst i Rønnebæk og Olstrup, og som sådan var han i perioden 1868-69 medlem af den sidste kirkekommission. I 1872 blev han Grundtvigs efterfølger som præst ved Vartov, hvilket han var resten af sit liv.
Joakim Brandt har været en af de betydeligste talsmænd for Grundtvigs kirke- og skoletanker, og han har på møder og ved mangfoldige bidrag til litteraturen, især i ugebladet Dansk Kirketidende, ført den grundtvigske retnings sag. Som præst på landet og i hovedstaden samlede han en stor kreds om sin prædikestol, og flere af hans salmer, dels den originale ("Vær stille, Hjærte, bi paa Gud"), er blevet menighedens ejendom. 
En bibelhistorie (Bibelsk Billedbog med Fortællinger, 5. oplag 1877), en ledetråd i den kristelige børnelærdom, og hans «Legender», fik han megen påskønnelse for. Også som præst fortsatte han sine historiske studier og andet værdifuldt arbejde. Han har udgivet Lucidarius (1849), en gammeldansk læsebog (1857), et udvalg af Ældre danske Digtere (1862), Dansk Klosterlæsning (1865), Romantisk Digtning fra Middelalderen (I-III, 1869-77) og, til dels sammen med R.T. Fenger, femte bind af Christiern Pedersens danske skrifter.
Brandt blev Ridder af Dannebrog 1869. Han er begravet på Assistens Kirkegård. Der findes et portrætmaleri af Frederik Vermehren i Vartov Kirke. Litografier 1873, af Edvard Fortling 1874 og af I.W. Tegner 1890 efter fotografi. Træsnit 1873, bl.a. efter fotografi, af Carl Poulsen 1887, af Wilhelm Obermann 1890 og af H.P. Hansen 1892. Fotografier af J.A. Schultz 1884 og af Christensen & Morange.

## Sange
- Wikisource har kildemateriale til denne artikel